# GP Wielerrevue
De GP Wielerrevue was een eendaagse wielerwedstrijd in Nederland, vernoemd naar het gelijknamige wielertijdschrift en verreden in de Achterhoek. De wedstrijd werd georganiseerd tussen 1985 en 2004 en was een vervolg op de Ronde van de Achterhoek die sinds 1969 plaatsvond. De opvolger van de wedstrijd werd in 2017 voor het eerst georganiseerd, wederom onder de naam Ronde van de Achterhoek.

## Lijst van winnaars
| Jaar | Winnaar           | Nationaliteit |
| ---- | ----------------- | ------------- |
| 1985 | Johan Lammerts    | Nederland     |
| 1986 | Ludo De Keulenaer | België        |
| 1987 | Wim Arras         | België        |
| 1988 | Etienne De Wilde  | België        |
| 1989 | Noël Segers       | België        |
| 1990 | Brian Holm        | Denemarken    |
| 1991 | Etienne De Wilde  | België        |
| 1992 | Eric Vanderaerden | België        |
| 1993 | Johan Museeuw     | België        |
| 1994 | Robin Veen        | Nederland     |
| 1995 | Lucien de Louw    | Nederland     |
| 1996 | Louis de Koning   | Nederland     |
| 1997 | Rudie Kemna       | Nederland     |
| 1998 | Robin Veen        | Nederland     |
| 1999 | Jans Koerts       | Nederland     |
| 2000 | Jurgen Van Goolen | België        |
| 2001 | Bert Hiemstra     | Nederland     |
| 2002 | Mathieu Heijboer  | Nederland     |
| 2003 | Kristof De Zutter | België        |
| 2004 | Niki Terpstra     | Nederland     |

## Meervoudige winnaars
| Overwinningen | Renner           | Land      | Jaren       |
| ------------- | ---------------- | --------- | ----------- |
| 2             | Etienne De Wilde | België    | 1988 + 1991 |
| 2             | Robin Veen       | Nederland | 1994 + 1998 |